# Domitiopolis
Koordinaten: 36° 44′ 44″ N, 32° 44′ 54″ O
Domitiopolis (auch Dometiopolis, Domitiupolis, Dimitiopolis) war eine antike und mittelalterliche Stadt in der Landschaft Selentis in der kleinasiatischen Landschaft Isaurien, die häufig zu Kilikien gerechnet wurde, genauer zu Kilikia Tracheia, dem rauen oder gebirgigen Teil Kilikiens. Sie lag am Fluss Arymagdos beim heutigen Ort Katranlı im Bezirk Ermenek der türkischen Provinz Karaman. Da keinerlei archäologische Überreste der Stadt erforscht und auch keine Inschriften oder Münzen von dort bekannt sind, lässt sich die Geschichte des Ortes nur aufgrund der gelegentlichen Erwähnungen in der antiken Literatur rekonstruieren. Dem Namen nach zu urteilen, könnte es sich um eine Gründung aus der Zeit der Römischen Bürgerkriege handeln, die nach dem Politiker Gnaeus Domitius Ahenobarbus benannt wurde. In der byzantinischen Zeit war der Ort Sitz eines Bischofs. Die späteste Erwähnung der Stadt stammt aus der Zeit um 1200, als die Region zum Königreich Kleinarmenien gehörte.

## Gründung der Stadt

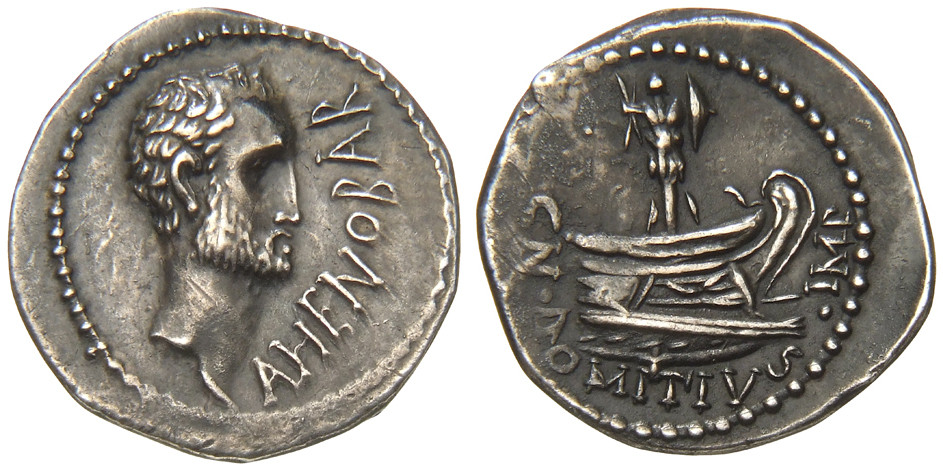
Denar des Gnaeus Domitius Ahenobarbus aus dem Jahr 41 v. Chr.

Da keine archäologischen Überreste der antiken Stadt bekannt oder erforscht sind, lässt sich die Geschichte des Ortes nur durch schriftliche Quellen rekonstruieren. Auffällig ist diesbezüglich vor allem der Ortsname Domitiopolis, der sich von dem römischen Familiennamen Domitius herleitet. Daraus lässt sich erschließen, dass die Stadt zu Ehren eines Römers benannt wurde; in der Forschung war jedoch lange unklar, um wen es sich dabei handelt. William Mitchell Ramsay schlug 1894 vor, darin den späteren Kaiser Nero zu sehen, dessen Geburtsname bis zu seiner Adoption durch seinen Stiefvater, den Kaiser Claudius, „Lucius Domitius Ahenobarbus“ lautete. Demnach hätte der kilikische Lokalfürst Antiochos IV. in den 40er Jahren n. Chr. eine Stadt in seinem Herrschaftsgebiet zu Ehren des Stiefsohnes des römischen Monarchen gegründet oder zumindest eine bestehende Ortschaft nach ihm benannt. Dagegen spricht allerdings, dass der spätere Nero bis zu seiner Adoption im Alter von 12 Jahren kaum politisch bedeutsam oder berühmt war und zudem in späteren Jahren nur noch ungern an seinen früheren Namen Domitius erinnert wurde, sodass die Stadt Domitiopolis in diesem Szenario wahrscheinlich in „Neronia“ umbenannt worden wäre. Eine alternative Erklärung für den Stadtnamen stammt von Ronald Syme und wurde durch Arnold Hugh Martin Jones erstmalig publiziert. Die beiden Forscher verweisen darauf, dass der gebirgige Teil Kilikiens zu den Landstrichen zählte, die der römische Politiker Marcus Antonius in den 30er Jahren v. Chr. an seine Geliebte, die ägyptische Königin Kleopatra VII., verschenkte. Diese könnte dort Städte gegründet oder umbenannt haben, um bedeutende Unterstützer des Marcus Antonius zu ehren und für sich zu gewinnen. So ließe sich nicht nur der Name Domitiopolis auf Antonius’ wichtigen Gefolgsmann Gnaeus Domitius Ahenobarbus zurückführen, sondern auch die nahegelegene Stadt Titiopolis auf Marcus Titius, einen weiteren wichtigen Unterstützer des Politikers. Da sowohl Titius als auch Domitius Ahenobarbus noch vor der entscheidenden Schlacht bei Actium zwischen Antonius und Octavian zu Letzterem überliefen, bestand für Octavian nach seinem Sieg auch kein Grund, die Namen der beiden Städte abzuändern. Diese Erklärung des Namens und der Entstehung von Domitiopolis wird mittlerweile in der Forschung allgemein anerkannt.

## Eroberung durch ein sassanidisches Heer um 260

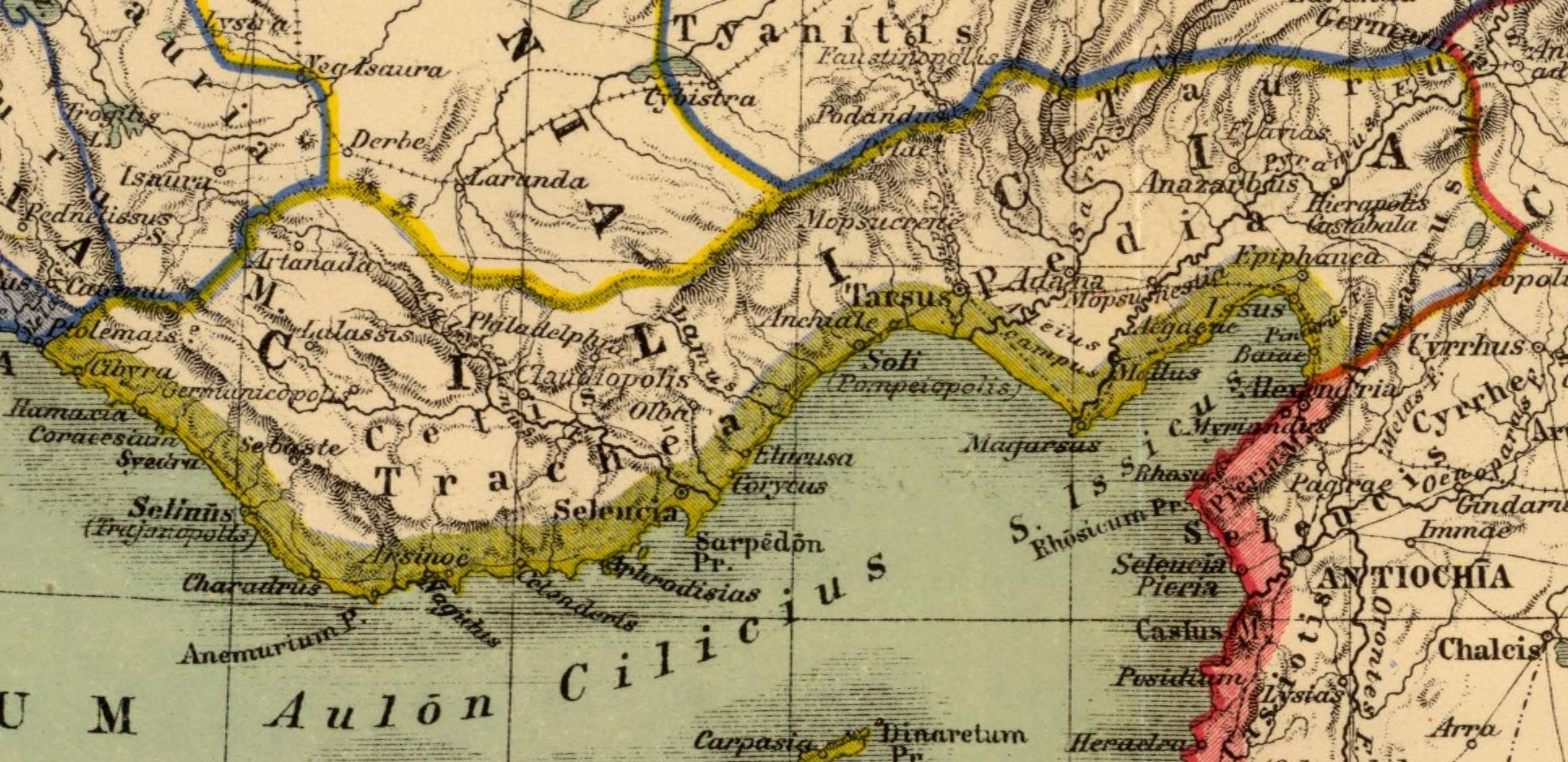
Karte der kilikischen Küstenlandschaft aus dem Jahr 1903 mit den Küstenstädten Selinus und Seleucia (= Seleukeia am Kalykadnos) in der linken Bildhälfte; Domitiopolis (auf der Karte nicht eingetragen) befindet sich zwischen den beiden ersten Buchstaben des Schriftzuges „Cilicia“

Zur weiteren Geschichte der Stadt sind kaum Informationen bekannt. Nach 260 wurde der Ort vom sassanidischen Herrscher Schapur I. erobert und erscheint in diesem Zusammenhang in dessen Tatenbericht, den Res Gestae Divi Saporis. Von der Stadt heißt es in diesem Zusammenhang (wie bei den meisten dort erwähnten isaurischen Städten), dass sie mitsamt ihrem Umland zerstört worden sei. Dies ist der einzige Beleg dafür, dass der Kriegszug Schapurs über die Küstenstädte Kilikiens hinaus in das isaurische Bergland vorstieß. Allerdings hat die Reihenfolge, in der die Städte in dem Tatenbericht aufgeführt sind, in der Forschung zu Irritationen geführt, da sie sich geographisch nicht sinnvoll zur Route eines einzigen Kriegszuges verbinden lassen.
Daher wurden verschiedene Rekonstruktionen vorgenommen, nach denen mehrere sassanidische Heere parallel zueinander unterschiedliche Routen genommen und die dort liegenden Städte eingenommen hätten. So nahm Martin Sprengling an, Domitiopolis sei auf dem Rückweg vom südwestlich an der Mittelmeerküste gelegenen Selinus durch eine Teilgruppe der Sassaniden erobert worden, die anschließend nach Südosten wieder an die Küste gezogen und sich in Seleukeia am Kalykadnos mit dem restlichen Heer vereinigt hätte (oder aber von Domitiopolis weiter nach Nordosten ins Landesinnere gezogen sei und die Landschaft Lykaonien erreicht habe). Erich Kettenhofen und Philip Huyse dagegen nehmen an, dass das Heer geschlossen von Selinus nach Seleukeia am Kalykadnos zurückgekehrt sei und von dort aus zwei Abteilungen unterschiedliche Wege ins Landesinnere genommen hätten, eine nach Nordwesten gen Domitiopolis (und von dort weiter nach Lykaonien), die andere nach Nordosten in Richtung Kappadokien. Karl Strobel wiederum, der eine klare Unterteilung der Städteliste nach den Eroberungen der verschiedenen Heeresteile annimmt, löst die Problematik, indem er annimmt, das dort gemeinte Domitiopolis habe sich nicht in Isaurien beim heutigen Dindebol befunden und liege weiter im Osten.

## Spätrömische und byzantinische Zeit
In der Spätantike gehörte Domitiopolis zur römischen Provinz Isaurien. In der Städteliste des Hierokles aus dem 6. Jahrhundert fehlt der Ort zwar (vielleicht schlicht aufgrund eines Versehens des Autors), in der entsprechenden Aufstellung des Georgios Kyprios aus dem frühen 7. Jahrhundert ist er dann jedoch unter den Städten Isauriens aufgeführt. Zudem wurde Domitiopolis Bischofssitz, was unter anderem dadurch bezeugt ist, dass der Bischof Orentius von Dimitiopolis (auch Orentio) 458 einen Brief des Basileios von Seleukeia an den byzantinischen Kaiser Leo I. mitunterschrieb. Als Suffraganbistum gehörte Dimitiopolis zunächst zum Patriarchat von Antiochien, ab dem 7. Jahrhundert zu Konstantinopel und nach 969 wieder zu Antiochia. Im Byzantinischen Reich wurde der Ort zu einer Gruppe von zehn Städten in Isaurien („isaurische Dekapolis“) gezählt.
1198 oder 1199 erscheint der Ort in der Liste der Adeligen, die bei der Krönung des Königs Leo I. von Kleinarmenien anwesend waren, in der Schreibweise Tmitupawlis als Lehen eines Xrsawfawr (Christophoros). Über die weitere Geschichte der Stadt liegen keine Quellen vor. In der Neuzeit lebte ihr Name allerdings im Titularbistum Domitiopolis der katholischen Kirche weiter.